# Visconde de São Miguel Ângelo
Visconde de São Miguel Ângelo foi um título nobiliárquico criado por D. Luís I de Portugal, por decreto de 20 de agosto de 1880, a favor de João Pereira Tomás, um emigrante da ilha do Pico que enriqueceu no Brasil. O título deriva do lugar de São Miguel Arcanjo, freguesia de São Roque do Pico, onde residia o comendador João Pereira Tomás, na casa ainda hoje conhecida como a Casa do Comendador.
Usaram o título
- João Pereira Tomás, 1.º visconde de São Miguel Ângelo.